# Busung Indah
Busung Indah is een bestuurslaag in het regentschap Simeulue van de provincie Atjeh, Indonesië. Busung Indah telt 587 inwoners (volkstelling 2010).